# Adolf Korompay
Adolf Korompay (* 14. Juli 1800 in Jägerndorf, Österreichisch-Schlesien; † 4. August 1864 in Wien) war ein österreichischer Baumeister und Architekt.

## Leben
Adolf Korompay war der Sohn des Rates und Syndikus Johann Korompay und dessen Frau Josepha Wilsch und stammte aus Österreichisch-Schlesien. Über seine Jugend und Ausbildung ist nichts bekannt, möglicherweise erhielt er diese bereits in Wien, wo er 1826 sein erstes bekanntes Haus errichtete. 1834 wurde Korompay Bürger von Wien und erhielt die Baumeisterkonzession. Ab 1836 Mitglied der Bau- und Steinmetzmeister-Genossenschaft, wurde er 1844 Innungsmeister bzw. Innungsvorsteher.
Korompay war 1825 in erster Ehe mit Aloisia Baßlinger und 1828 in zweiter Ehe mit Susanna Pickl verheiratet, mit der er den Sohn Gustav von Korompay hatte. Dieser wurde Architekt. Korompay starb im vierundsechzigsten Lebensjahr in Wien.

## Werk

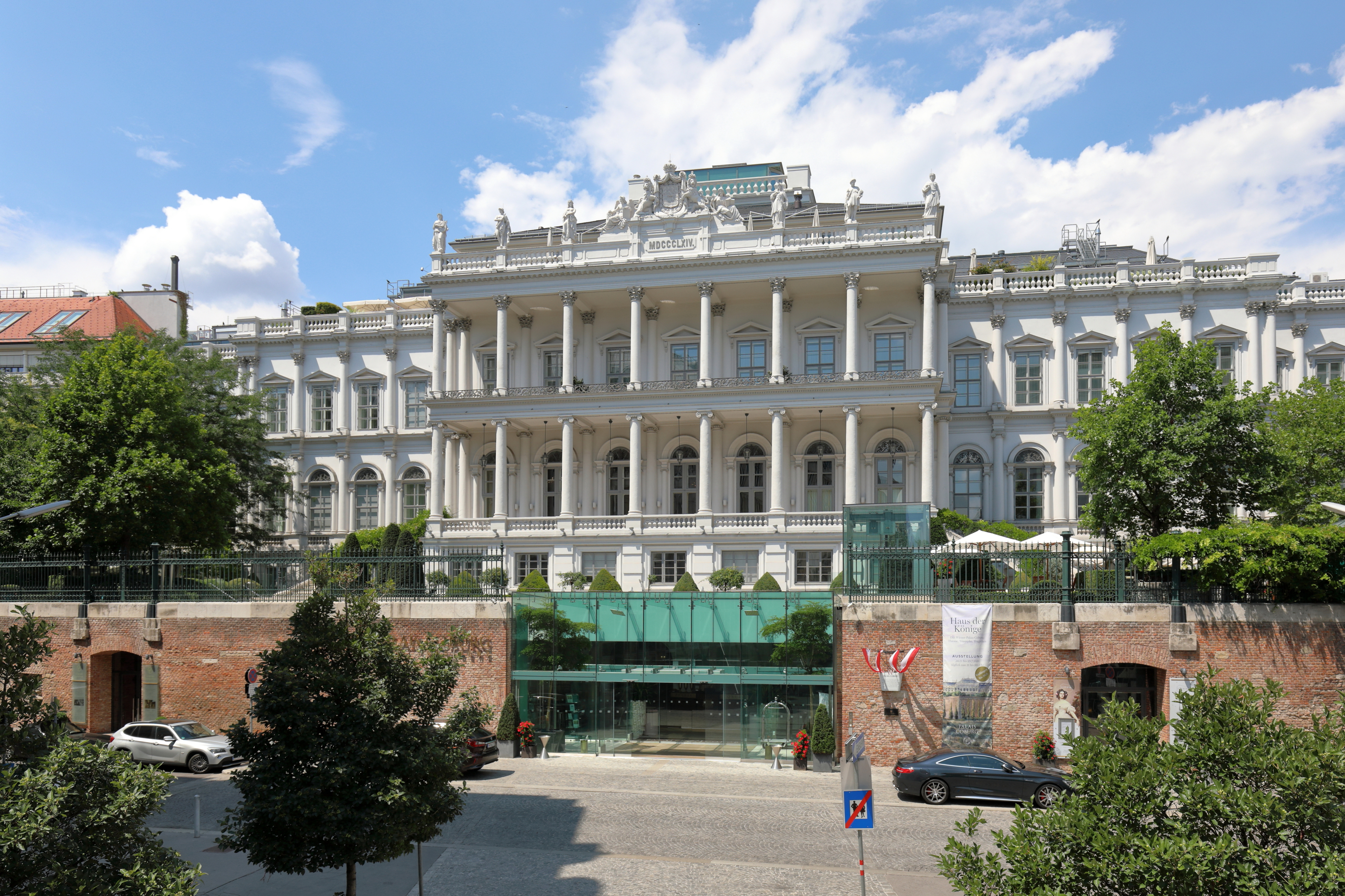
Palais Coburg (1839–1845)

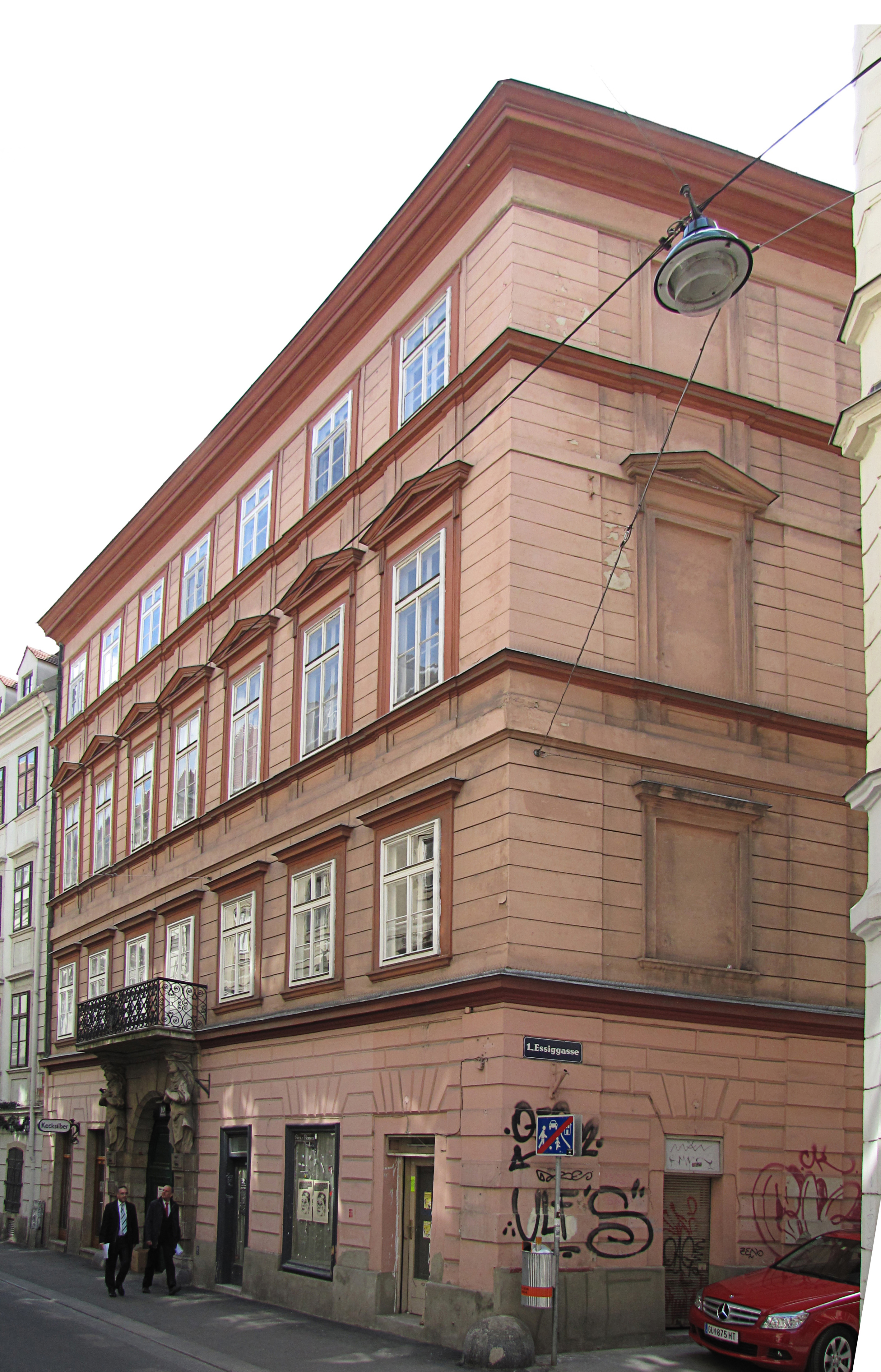
Palais Nimptsch (1838)

Adolf Korompay trat bei einigen Häusern mit eigenen Entwürfen hervor. Bei seinen bekanntesten Gebäuden war er allerdings nur ausführender Baumeister, wie beim Palais Coburg. Stilistisch war Korompay ein Vertreter des Spätklassizismus.
- erstes Haus Korompay, Thurngasse 3, Wien 9 (1826)
- Währinger Friedhof, Portal, Wien 18 (1827), heute Schubertpark
- Währinger Friedhof, Totengräberhaus und Kapelle (1829), nicht gesichert
- Wohnhaus, Josefstädter Straße 11, Wien 8 (1836–1837), unter Denkmalschutz
- Palais Nimptsch, Bäckerstraße 10, Wien 1 (1838), Aufstockung und Fassadenumgestaltung
- Palais Coburg, Seilerstätte 1–3, Wien 1 (ab 1839), Ausführung und teilweise Planer; Projekt Karl Schleps, Franz von Neumann der Ältere
- Wohnhaus, Loidoldgasse 4, Wien 8 (1840)
- Wohnhaus, Lenaugasse 10, Wien 8 (1841)
- ehemaliges Hauptzollamt, Wien 3 (1840–1844), Ausführung, mit Leopold Mayr; Projekt Paul Sprenger; abgerissen
- zweites Haus Korompay, Thurngasse, Wien 9 (1850)